# Scandinavië

Rood: Noorwegen, Zweden, Denemarken.
Oranje: Finland, IJsland, Faeröereilanden.

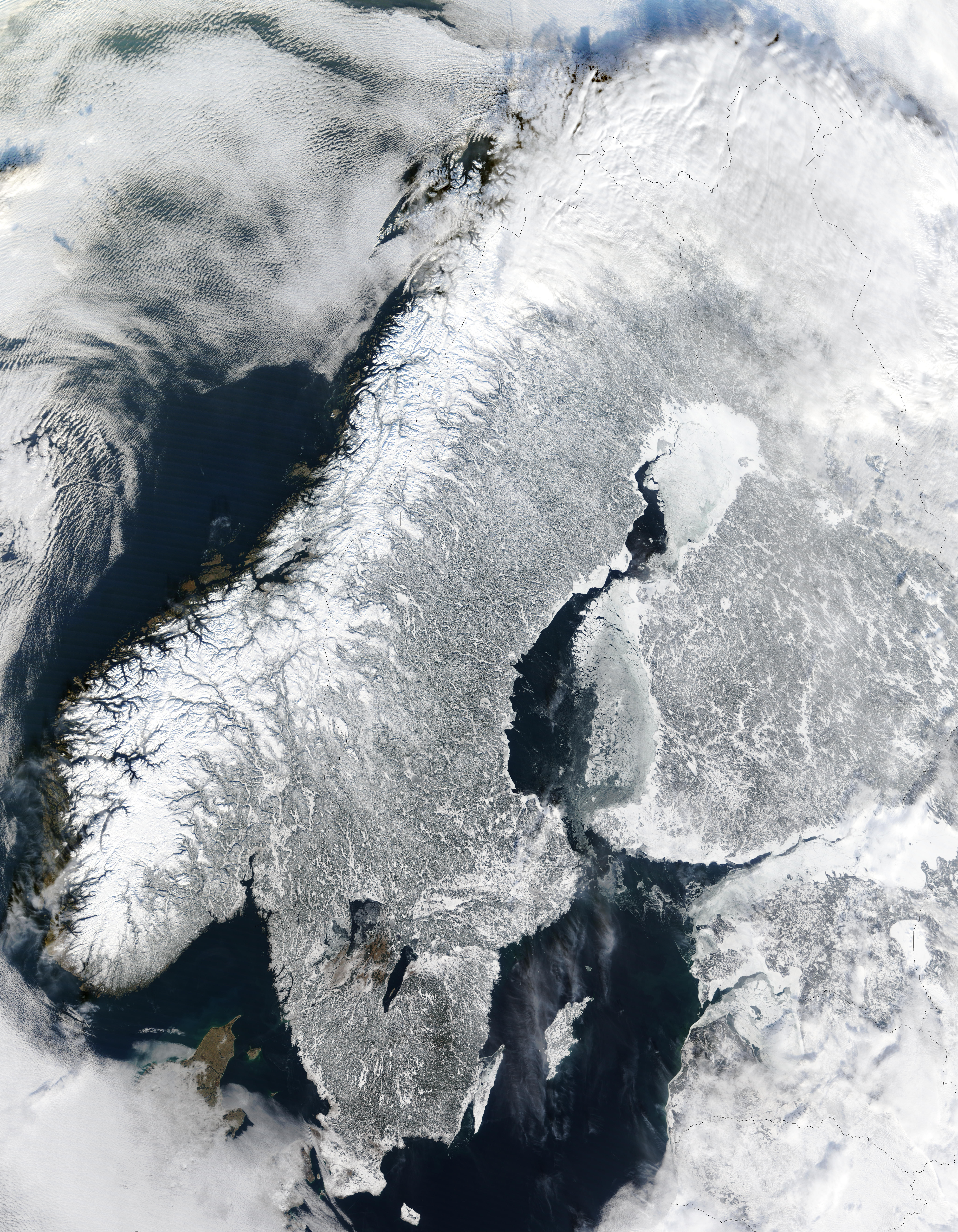
Satellietopname van Noorwegen, Zweden en Finland in de winter

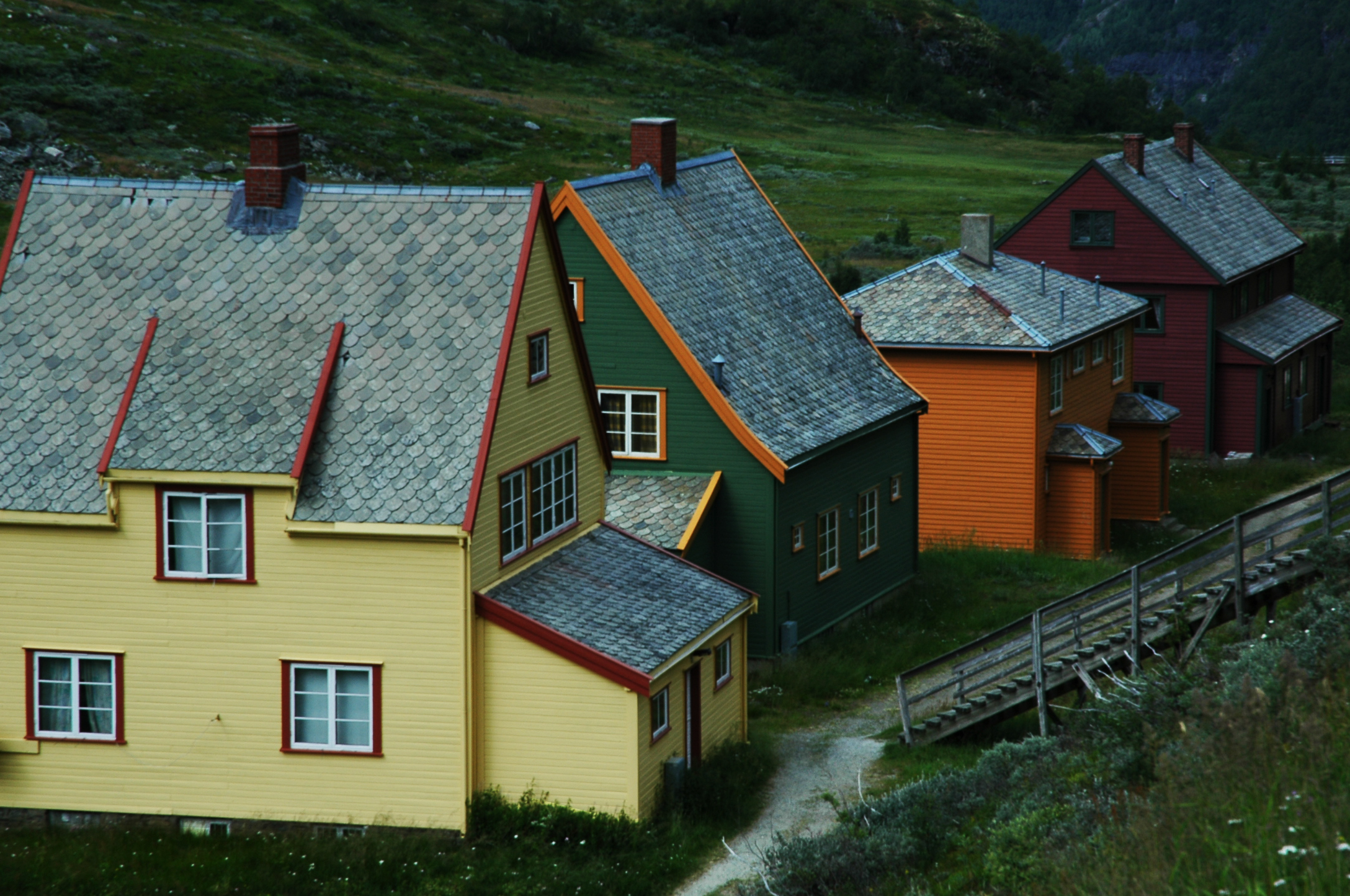
Typisch Scandinavische huizen in Noorwegen

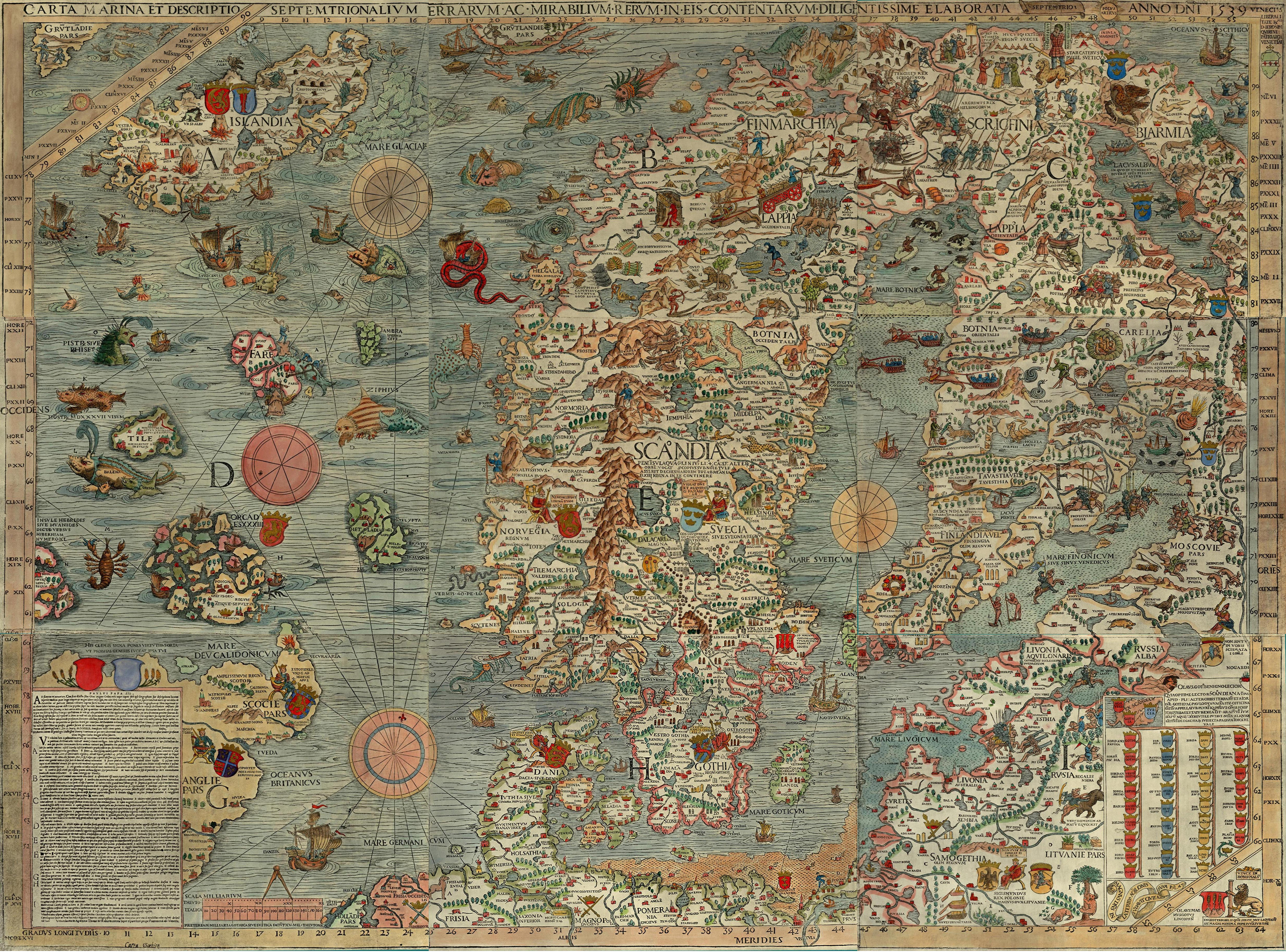
Kaart uit Scandinavië uit 1539, de Carta Marina van Olaus Magnus.

Scandinavië is de naam waarmee een gebied in het noorden van Europa wordt aangeduid. De term Scandinavië wordt op drie verschillende manieren gedefinieerd:
1. Puur geografisch gezien is Scandinavië het gebied dat overeenkomt met het Scandinavisch Schiereiland, dat voor het grootste deel bestaat uit het Scandinavisch Hoogland. Dit betreft de landen Noorwegen en Zweden.
2. Politiek gezien bestaat Scandinavië uit Denemarken, Noorwegen en Zweden. Dit is de definitie die in Scandinavië zelf wordt gehanteerd en men kan aan de hand van deze definitie stellen dat Scandinavië een deel van "Norden" is (zie derde definitie).
3. De Noordse landen oftewel Noordse Raad: Denemarken, Finland, IJsland, Noorwegen en Zweden. In  het Deens, Noors en Zweeds wordt dit aangeduid als "Norden" en in het Fins als "Pohjoismaat". Cultuurhistorisch maakt ook het grondgebied van het historische Hertogdom Sleeswijk hier deel van uit en kan de rivier de Eider als grens worden gezien. Zuid-Sleeswijk ligt sinds 1864 in Duitsland en Noord-Sleeswijk in Denemarken. Beide gebieden kennen grote minderheden van het andere land binnen de eigen grenzen op het grondgebied van dit historische hertogdom.

Het ruimere begrip Fennoscandinavië omvat de landen Noorwegen, Zweden en Finland, de Russische deelrepubliek Karelië en het Russische schiereiland Kola en komt grotendeels overeen met het Baltisch schild.
Cultureel lagen de Scandinavische landen steeds aan de periferie van Europa. De renaissance had er pas laat invloed.

## Oorsprong
Het woord wordt voor het eerste gebruikt door Plinius de Oudere (23-79) in de vorm 'Scadinauia' en is waarschijnlijk gevormd uit de Oudgermaanse woorden 'skadin' (schade) en 'auio' (eiland). Het betekende dus zoveel als ‘beschadigde, gescheurde, gevaarlijke kust’. Deze oorspronkelijke betekenis heeft overleefd in lokale namen zoals het Zuid-Zweedse landschap Skåne (Schonen).

## Scandinavische talen
De talen Noors, Zweeds en Deens worden vaak aangeduid als de Scandinavische talen. Dit in tegenstelling tot de Noord-Germaanse talen, waaronder ook IJslands en Faeröers vallen. De talen zijn vermoedelijk rond het jaar 800 ontstaan als dialecten van het in heel Scandinavië gesproken Oernoords, en ze lijken zo op elkaar dat ze onderling verstaanbaar zijn. In de Hanzetijd werden de Scandinavische talen sterk beïnvloed door het Middelnederduits, de voorloper van de huidige Nederduits/Nedersaksische taalgroep. De term Scandinavisch wordt gebezigd voor Noors, Zweeds en Deens als ging het om één taal, maar voor de Scandinaviërs zelf is Scandinavisch vooral de taal die mensen uit de drie landen spreken tegen elkaar. Dat komt erop neer dat men de eigen taal zeer duidelijk articuleert en de paar typische woorden die uniek zijn voor de eigen taal ontwijkt. Als dat onmogelijk is, vervangt men het door het woord in de taal van de gesprekspartner of door het Engelse equivalent. Scandinavisch spreken is voor de Scandinaviërs zelf dan ook erg onnatuurlijk. Ook het Gøtudanskt dat op de Faeröer en het Deens dat in IJsland op school wordt onderwezen wordt ervaren als Scandinavisch.